# Aernout van Lennep
Aernout Jonkheer van Lennep (Den Helder, 23 febbraio 1898 – Den Haag, 17 dicembre 1974) è stato un cavaliere olandese, vincitore della medaglia d'argento ai Giochi olimpici di Los Angeles 1932 nel concorso completo a squadre a cavallo di Henk insieme a Charles Pahud de Mortanges e Karel Schummelketel.
Sempre a Los Angeles si classifico 9ª nel concorso completo individuale
Van Lennep guadagnò la convocazione per i Giochi vincendo i campionati militari olandesi nel 1931 e i trials olimpici.
Parallelamente portò avanti la carriera militare come artigliere, raggiungendo il livello di tenente colonnello. Durante la seconda guerra mondiale è stato prigioniero di guerra tedesco.

## Palmarès
- Giochi olimpici

Los Angeles 1932: argento nei concorso completo a squadre.